# Logny-lès-Aubenton
Logny-lès-Aubenton település Franciaországban, Aisne megyében. Lakosainak száma 83 fő (2022. január 1.). Logny-lès-Aubenton Any-Martin-Rieux, Aubenton, Mont-Saint-Jean, Auge, Bossus-lès-Rumigny, Hannappes és Rumigny községekkel határos.

## Népesség
A település népességének változása:
| Lakosok száma | 106  | 70   | 82   | 75   | 78   | 75   | 74   | 79   | 82   | 83   |
|               | 1968 | 1982 | 1990 | 2006 | 2013 | 2015 | 2017 | 2019 | 2020 | 2022 |